# Седативный эффект
Седати́вный эффект (через фр. sédatif от лат. sedatio «успокоение») — вызванное лекарственными препаратами уменьшение раздражительности или волнения и (при увеличении дозы) снотворный эффект.
Седативным эффектом обладают опиоиды, бензодиазепины, барбитураты, алкоголь, антигистаминные препараты первого поколения, нейролептики, марихуана и другие классы веществ.

## Седативное действие антигистаминных препаратов первого поколения
Седативное действие антигистаминных препаратов определяется тем, что большинство антигистаминных препаратов первого поколения жирорастворимы, хорошо проникают через гематоэнцефалический барьер и связываются с Н1-рецепторами головного мозга. Седативный эффект усиливается при сочетании с алкоголем и психотропными средствами. Иногда может возникнуть психомоторное возбуждение (чаще в среднетерапевтических дозах у детей и в высоких токсических дозах у взрослых). Из-за седативного эффекта большинство лекарств нельзя использовать в период выполнения работ, требующих внимания — обучение, вождение транспорта и т. д. Все антигистаминные препараты первого поколения усиливают действие седативных и снотворных лекарств, наркотических и ненаркотических анальгетиков, ингибиторов моноаминооксидазы и алкоголя.